# Jaroslav Lédl (fotbalista)
Jaroslav Lédl (18. května 1907 – ?) byl český fotbalový obránce a lékař.
Profesně působil jako primář na tuberkulózním oddělení v Kyjově.

## Hráčská kariéra
V československé lize hrál za Moravskou Slaviu Brno, aniž by skóroval.

### Prvoligová bilance
| Ročník             | Zápasy | Góly | Minuty | Klub                    |
| ------------------ | ------ | ---- | ------ | ----------------------- |
| I. liga 1936/37    | 6      | 0    | –      | SK Moravská Slavia Brno |
| CELKEM I. ČS. LIGA | 6      | 0    | –      |                         |